# Daytime-Emmy-Verleihung 2024
Die Daytime-Emmy-Verleihung 2024 fand am 7. Juni 2024 statt und wurde von CBS sowie Paramount+ live übertragen. Sie fand im Westin Bonaventure Hotel in Los Angeles statt. Die Moderation übernahmen zum dritten Mal in Folge  Kevin Frazier und Nischelle Turner von Entertainment Tonight.

## Hintergrund
Der Award für Kinderschauspieler (Outstanding Performance by a Younger Artist in a Drama Series) wurde eingestellt. Jüngere Schauspieler konkurrieren nun in den anderen Kategorien mit. Der Award wurde seit 1985 verliehen.

## Programmkategorien
Die Nominierungen wurden ab dem 18. April 2024 verkündet.
| Dramaserie (Outstanding Drama Series) | Daytime-Talkshow (Outstanding Daytime Talk Series) |
| --- | --- |
| - General Hospital (ABC) - The Bay (Popstar! TV) - Reich und Schön (CBS) - Nachbarn (Amazon Freevee) - Schatten der Leidenschaft (CBS) - Zeit der Sehnsucht (Peacock)                                               | - The Kelly Clarkson Show (Syndikation) - The Jennifer Hudson Show (Syndikation) - Tamron Hall (Syndikation) - Turning the Tables with Robin Roberts (Disney+) - The View (ABC) |
| Kochshow (Outstanding Culinary Series) | Entertainment News (Outstanding Entertainment News Program) |
| - Be My Guest with Ina Garten (Food Network) - Family Dinner (Magnolia Network) - Selena + Chef: Home for the Holidays (Max) - Valerie's Home Cooking (Food Network) - What Am I Eating? with Zooey Deschanel (Max) | - Entertainment Tonight (Syndikation) - Access Hollywood (Syndikation) - Extra (Syndikation)                                                                                    |

## Schauspiel
| Hauptdarsteller in einer Dramaserie (Outstanding Lead Performance in a Drama Series) | Hauptdarsteller in einer Dramaserie (Outstanding Lead Performance in a Drama Series) |
| Hauptdarsteller | Hauptdarstellerin |
| --- | --- |
| - Thorsten Kaye als Ridge Forrester in Reich und Schön - Eric Braeden als Victor Newman in Schatten der Leidenschaft (CBS) - Scott Clifton als Liam Spencer in Reich und Schön (CBS) - Eric Martsolf als Brady Black in Zeit der Sehnsucht (Peacock) - John McCook als Eric Forrester in Reich und Schön (CBS)   | - Michelle Stafford als Phyllis Summers in Schatten der Leidenschaft - Tamara Braun as Ava Vitali in Zeit der Sehnsucht (Peacock) - Finola Hughes als Anna Devane in General Hospital (ABC) - Katherine Kelly Lang als Brooke Logan in Reich und Schön (CBS) - Annika Noelle als Hope Logan Spencer in Reich und Schön (CBS) - Cynthia Watros als Nina Reeves in General Hospital (ABC) |
| Nebendarsteller (Outstanding Supporting Performance in a Drama Series) | |
| Nebendarsteller | Nebendarstellerin |
| - Robert Gossett als Marshall Ashford in General Hospital - Bryton James als Devon Winters in Schatten der Leidenschaft (CBS) - Wally Kurth als Justin Kiriakis in Zeit der Sehnsucht (Peacock) - A Martinez als Nardo Ramos in The Bay (Popstar! TV) - Mike Manning als Caleb McKinnon in The Bay (Popstar! TV) | - Courtney Hope als Sally Spectra in Schatten der Leidenschaft - Jennifer Gareis als Donna Logan in Reich und Schön - Linsey Godfrey als Sarah Horton in Zeit der Sehnsucht - Allison Lanier als Summer Newman in Schatten der Leidenschaft - Emily O’Brien als Gwen Rzczech in Zeit der Sehnsucht                                                                                      |
| Gastschauspieler (Outstanding Guest Performer in a Drama Series) | |
| - Dick Van Dyke als Mystery Man/Timothy Robicheaux in Zeit der Sehnsucht - Linden Ashby als Cameron Kirstens in Schatten der Leidenschaft - Ashley Jones als Dr. Bridget Forrester in Reich und Schön - Alley Mills als Heather Webber in General Hospital - Guy Pearce als Mike Young in Nachbarn               | |

## Moderation
| Talkshow-Moderator (Outstanding Daytime Talk Series Host) | Outstanding Daytime Personality – Daily |
| --- | --- |
| - Mark Consuelos and Kelly Ripa – Live with Kelly and Mark (Syndikation) - Joy Behar, Whoopi Goldberg, Alyssa Farah Griffin, Sara Haines, Sunny Hostin, Ana Navarro – The View (ABC) - Kelly Clarkson – The Kelly Clarkson Show (Syndikation) - Akbar Gbajabiamila, Amanda Kloots, Natalie Morales, Jerry O’Connell, Sheryl Underwood – The Talk (CBS) - Tamron Hall – Tamron Hall (Syndikation) | - Kevin Frazier, Nischelle Turner, Matt Cohen, Cassie DiLaura, Denny Directo, Will Marfuggi, Rachel Smith – Entertainment Tonight (Syndikation) - Frank Caprio – Caught in Providence (Facebook Watch) - Deborah Norville, Steven Fabian, Lisa Guerrero, Ann Mercogliano, Jim Moret, Les Trent – Inside Edition (Syndikation) - Robert Hernandez, Star Jones – Divorce Court (FOX) - Judge Judy Sheindlin, Whitney Kumar, Kevin Rasco, Sarah Rose – Judy Justice (Freevee) |

## Produktion
| Drehbuch (Outstanding Writing Team)                                                             | Regie für eine Dramaserie (Outstanding Drama Series Directing Team)                             |
| ----------------------------------------------------------------------------------------------- | ----------------------------------------------------------------------------------------------- |
| - General Hospital - The Bay - Reich und Schön - Schatten der Leidenschaft - Zeit der Sehnsucht | - General Hospital - The Bay - Reich und Schön - Schatten der Leidenschaft - Zeit der Sehnsucht |

## Lifetime Achievement Awards
Die Preisträger des Preises für ihr Lebenswerk wurden am 13. Mai 2024 bekanntgegeben.
- Melody Thomas Scott (Schatten der Leidenschaft)
- Edward J. Scott (Produzent)
- Lidia Bastianich (Starkoch)